# フランス海軍
フランス海軍（フランスかいぐん、フランス語: Marine nationale、MN）は、フランスが保有する海軍。

フランス海軍のロゴマーク

フランス軍は第二次世界大戦での教訓から強力な軍事力を構築しており、フランス海軍も戦略核兵器（SLBM搭載原潜）や航空母艦（空母）を含めた艦艇を保有している。21世紀においても世界各地に海外領土が点在し、同盟国や軍事協力をしている国も多いことから、自国近海（北大西洋と地中海）だけでなく、カリブ海や南大西洋、インド洋、太平洋でも小型艦艇を駐留させたり、大型艦を派遣したりしている。
海軍司令部はパリの総司令部、ブレストの大西洋艦隊司令部、トゥーロンの地中海艦隊司令部及びシェルブールの英仏海峡小艦隊司令部が存在する。

## 歴史

### 英仏対立
中世の英仏百年戦争以来、フランスはイギリスと欧州においてライバル関係にあった。
1688年、イギリスで名誉革命が起こると、自らの支援するジェームズ２世を追放されたルイ１４世はイギリスに対し敵対的な政策を取り、1690年にはビーチ―・ヘッド沖の海戦でトゥルヴィーユ率いるフランス艦隊がイギリス・オランダ連合艦隊に完勝した。両軍合わせて120隻超というこの海戦の規模は当時屈指のものだった。
フランス海軍は宰相リシュリュー、コルベールの采配に因る強大な国力を背景に欧州随一の勢力を誇ったが、イギリス海軍も闘志と技量でこれに報い、英仏海峡両岸および大航海時代を経て世界各地に広がった植民地と本国を結ぶ長大な航路上で双方の船を襲い合った。この『ゲール・ド・クルース（通商破壊戦）』と呼ばれる長い戦いの中で、ジャン・バール、フォルバン、デュゲイ・トルーアンなど現代までフランス海軍の艦名に引き継がれる海軍軍人兼私掠船船長が輩出された。
1745年にフランスは保護下にあるステュアート朝の王子チャールズ("チャールズ３世")をスコットランドに上陸させて彼の復位を企図したが、イギリスの海将ヴァ―ノンとアンソンの善戦の前に援軍は撃退され、チャールズもフランスへ逃げ帰ることになった。
帆走海軍時代の海戦では必ずしも敵艦を撃沈せず、むしろ報奨金が貰えるのでその方が得な移乗攻撃で拿捕する戦い方が主流だった。しかし18世紀中頃に英国海軍が戦術を改良し、統制の取れた(しかし柔軟性を欠く)一列陣形より個艦の状況判断を優先した(主導権を握りやすい)風上からの近接戦闘を重視するようになると、フランス海軍は徐々に1759年のキブロン湾の海戦や1761年のフィニステレ岬の海戦など、イギリス海軍相手に劣勢な戦いを強いられるようになった。

#### アメリカ独立革命
北米大陸では1750年代より断続的に英仏両国間で植民地争奪戦が起きており、フランスがアカディアを失う劣勢になっていた。だがその戦費の負担に対する反発から1775年、北アメリカのイギリス植民地が反乱を起こし、翌年独立を宣言するとフランスは宿敵イギリスの敵となったこの「合衆国」への支援を決定。1778年から欧州沿岸でのジョン・ポール・ジョーンズの私掠船活動に便宜を図った他、艦隊を動員してアメリカへ軍需物資とラファイエット、ロシャンボーらの率いる援軍を送り届けると共に、スペインも同盟に加えてカリブ海のイギリス植民地を攻撃した。1781年のチェサピーク湾の海戦ではド・グラース率いるフランス艦隊が、大陸軍に包囲されたヨークタウンの支援に来たグレーヴス率いるイギリス艦隊を撃退。守将コーンウォリス率いるイギリス陸軍を降伏に追い込み戦局を決定的にした。
なおド・グラースは翌年、ドミニカ島沖（セインツ海峡）の海戦でロドネー率いるイギリス艦隊に敗れ落命した。

### フランス革命の混乱
絶対王政時代の常識でフランス軍も兵卒は平民、将校は貴族と分かれていたが、1789年に（アメリカ独立の影響も受けて）フランス革命が起きるとその高級将校の多くが失脚した（※）。しかし陸軍以上に高度な熟練が要求される海軍では実務に長けた将校の急な補充・育成は容易ではなく、このため続くナポレオン戦争期になっても海軍は宿敵英国海軍に対し常に劣位の戦いを強いられた。ナイル（アブキール）やトラファルガー岬沖の海戦など名将ネルソンの前にフランス海軍は大敗を重ね、ナポレオンが企図したドーバー海峡を渡っての英本土進攻をついに実現させられなかった。
大西洋を越えて海軍が陸軍部隊を輸送・展開する能力が大幅に低下したことで、フランスはこの時期にサン＝ドマング（ハイチ）やルイジアナといった新大陸の植民地も相次いで失った。
（※）トラファルガー岬沖海戦でネルソンを討ち取った戦列艦「ルドゥタブル」のリュカ艦長のように、残留した高級将校もいた

### 植民地獲得の先兵
ワーテルローの戦いの敗北でナポレオンが完全失脚した後、復古王政を率いるシャルル１０世は国内の政治的不満のガス抜きのために海外植民地の再獲得に着手した。1830年のアルジェリア出兵を始まりとするこの海外進出の大方針は19世紀中、フランスの体制が王政、帝政、共和政と目まぐるしく変わっても基本的に維持され、フランス海軍はアフリカ、メキシコ、南洋からアジアまで、世界各地をフランスが他の欧米列強と競いつつ征服する際の先兵になった。
1884年の清仏戦争では、クールベ率いるフランス艦隊が馬江海戦で当時建設途上にあった清朝海軍（福建艦隊）を壊滅させた。

#### 日本との関わり
フランス海軍は四国艦隊の下関砲撃や江戸幕府の発案の下、技師ヴェルニーの指導で作られた横須賀造船所、（ゲスト参加した「デュプレ」ただ一隻の排水量が日本艦六隻の合計を上回った）明治三年の天保山沖での日本海軍初の観艦式など日本史にも少し関わっている。幕府海軍が伝習所でフランス海軍軍人を教官に雇い入れた縁で、戊辰戦争の宮古湾海戦では幕府軍の「回天」が新政府軍の「東（甲鉄）」へ、自主残留した教官ニコール直伝の接舷斬り込み（アボルダージュ）を披露するも撃退されている。
日本海軍も設立当初はフランスからの技術導入に積極的で、技師エミール・ベルタンのへのいわゆる「三景艦」の設計依頼や軍艦の輸入を行った。「畝傍」が1886年に日本回航中、南シナ海で行方不明になるという事件も起こったが、「松島」は1894年の日清戦争において日本初の連合艦隊旗艦を務めた。しかし19世紀末に日本海軍の基本戦略が沿岸防御から外洋での機動打撃に移ると、日本海軍はフランス式の低速巨砲艦よりイギリス式の快速艦と速射砲の組み合わせを好むようになった。

### 技術革新

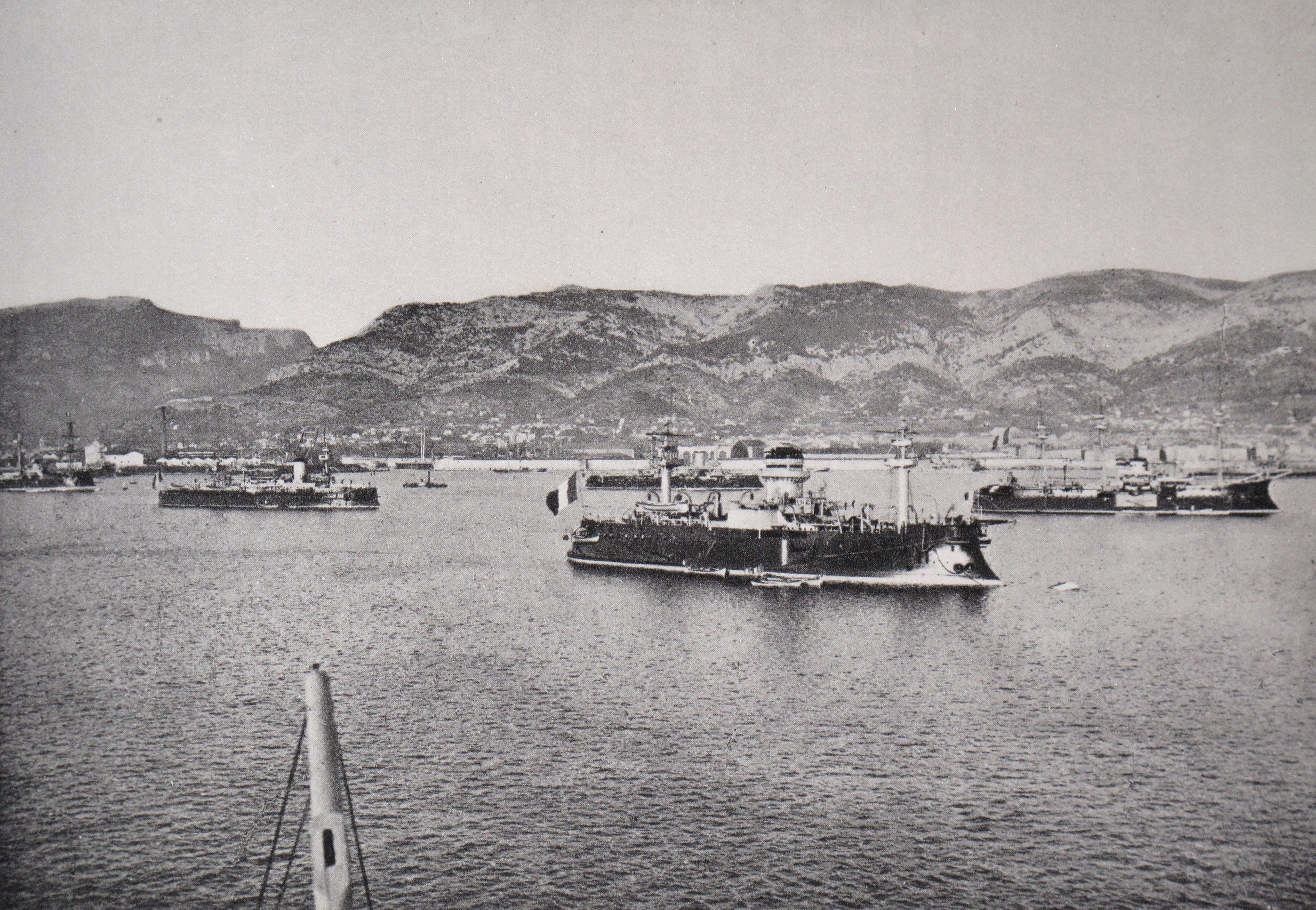
トゥーロン港に憩うフランス地中海艦隊

19世紀後半のフランス海軍は、艦隊決戦ではなく通商破壊戦と沿岸防衛を主眼に置いて、仮想敵イギリスの制海権の優位に対抗するため、砲弾や装甲艦、潜水艦など軍艦における技術革新を主導した。クリミア戦争の頃から加速した、蒸気機関と冶金技術（装甲）の発達は1859年に「グロワール」を生み、この艦は翌年完成した英国海軍の「ウォーリア」と並ぶ近代軍艦の祖となった。大砲と砲弾の発達が生んだ海防戦艦や砲艦、また魚形水雷の発明により生じた「安価な小型艇の増備で英国の大艦隊にも対抗可能」とする青年学派の主張は水雷艇の発達も促し、急ぎ対策の必要性を迫られた英国海軍をして駆逐艦という新機軸を産ましめるに至った。
19世紀後半のフランス海軍の、鉄製汽走艦ながら木造の帆走戦列艦時代の空気を残す舷窓やマスト、下膨れのタンブル・ホームなど特徴的なデザイン（そして乾舷が低くて重心が高く、大量浸水に弱く外洋航行向きではないという特性も）は国ぐるみで関係が深かった帝政ロシア海軍の戦艦等に強く影響を与えた。フランス製の海防戦艦はギリシャ海軍でも活躍した。
しかし（海軍は特に戦局に寄与できないまま敗れた）普仏戦争の後、19世紀末にドイツとその海軍が急成長すると、フランスはイギリス、ロシアと三国協商を結び、その仮想主敵をドイツ、イタリア、オーストリアへと大転換させた。

### 第一次世界大戦

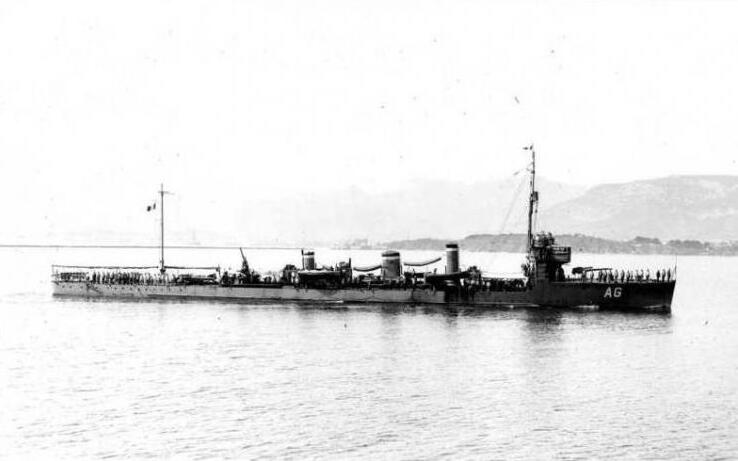
アラブ級駆逐艦の一番艦「アルジェリアン」

第一次世界大戦が勃発すると、ドイツ帝国海軍とオーストリア＝ハンガリー帝国海軍が英仏に対して通商破壊を仕掛けた。戦争序盤にペナンを襲った「エムデン」等の水上艦から、程なくUボートへ脅威の中核が変わると外洋での対潜作戦行動が可能な駆逐艦が不足したため、フランスは1917年に駆逐艦の委託建造協定を日本と結び、12隻を発注した。日本では樺型駆逐艦の武装を変更した艦を建造し、受領したフランスはアラブ級駆逐艦として1936年頃まで配備していた。
フランス海軍はオスマン帝国本土攻略をめざすガリポリの戦いに参加した。フランスは機雷で戦艦「ブーヴェ」を失い、防潜網で鹵獲された自軍の潜水艦が敵に再利用されすらした（なおその「U14／元キュリー」の艦長が『サウンド・オブ・ミュージック』で有名なトラップ”大佐”である）。しかし大戦全期間を通して中央同盟側の海軍は北海・バルト海でのわずかな例外を除き現存艦隊戦略に徹したため、フランス海軍は海戦と呼べるほどの大きな戦いを経験しなかった。大戦を通してフランス海軍が最も多く従事したのは地中海での船団護衛である。フランス海軍は革命後のロシアへの干渉戦争でも若干の戦闘を経験したが、ここでも海戦は生起していない。
勝ちはしたが、陸上での戦いで甚大な被害を被ったフランスは、ヴェルサイユ条約の賠償でドイツから接収した艦艇で、大戦中は陸軍が急務で更新が後回しにされていた海軍戦力を増強することを意図した。しかし目当ての戦艦群はスカパ・フローで一斉自沈した。

### 戦間期
1922年のワシントン海軍軍縮条約でフランスはイタリアと同等の主力艦保有比率を有することとなり、イギリス・アメリカ・日本に続く大海軍国となった。大戦後の欧州不況と世界恐慌を経てイタリアでムッソリーニ、ドイツでヒトラーが政権を獲得すると両国との関係は敵対的となり、この二国が（自国の政情不安とマジノ線建設による軍事予算不足にも悩まされる）フランス海軍の仮想敵国となった。
一方、極東では上海黄浦江上に、租界に権益を持つ英・仏・米・日の4隻の軍艦が一列に停泊する情景が日中戦争期まで長く見られた。

### 第二次世界大戦
第二次世界大戦開戦当初、フランス海軍は連合国側として枢軸国相手に参戦し、ノルウェーの戦いでは軽巡洋艦「エミール・ベルタン」を旗艦とする大型駆逐艦6隻、汎用駆逐艦5隻、補助巡洋艦6隻、潜水艦13隻を投入してナルヴィク上陸を支援した。しかし、ドイツ陸軍の侵攻速度が連合国軍の予想を上回り、上陸作戦を中止し、連合軍をアブリアル中将の指揮の元、ダンケルクの戦いなどに参加しフランス海軍は駆逐艦以下小型艦30隻と舟艇20隻を以って、フランス軍よりも先に撤退を開始するイギリス軍を送り届ける活動を行った。
イタリアの参戦後はイタリア海軍への備えとして仏領アルジェリアのメルセルケビール軍港に高速戦艦「ダンケルク級」2隻を擁する第1艦隊（第1戦艦戦隊、第4巡洋艦戦隊、第2軽戦隊および空母「ベアルン」）を待機させ、旧式ながら有力な火力を持つ戦艦「ロレーヌ」をアレキサンドリアに派遣した。イタリア参戦時にはトゥーロンに第3艦隊(第1巡洋艦戦隊、第2巡洋艦戦隊および第3軽戦隊)、アルジェにプロヴァンス級2隻の第2戦艦戦隊と巡洋艦戦隊2隊があり、他に仏領チュニジアのビゼルトに潜水艦戦隊6隊が派遣されていた。イタリア空軍が1940年6月12日にビゼルト港を空襲し、トゥーロンを夜間爆撃を行ったため、フランソワ・ダルラン元帥の立案でトゥーロンの「アルジェリー」以下重巡洋艦4隻と駆逐隊3隊が第3艦隊司令長官エミール・アンドレ・アンリ・デュプラ中将の指揮の下出撃し、他の連合軍に先駆けてイタリア本土への艦砲射撃（ヴァード作戦）も行った。

#### フランスの降伏
1940年6月、フランス降伏によりフランス海軍はその艦艇の大部分をナチス・ドイツ海軍の手の届かない本国以外の植民地に退避させたが、そのうちの主力の一部はドイツの手に落ちることを恐れた英国首相チャーチルにより、1940年7月、アルジェリアのメルセルケビールにおいてイギリスの攻撃を受けた（メルセルケビール海戦）。
一方、イギリスのポーツマスとプリマスには弩級戦艦クールベ級「クールベ」「パリ」にサフィール級潜水艦「リュビ」など7隻と駆逐艦10隻、舟艇約200隻があった。これら艦艇は7月3日にイギリス海軍により武装解除され、乗員は陸上に隔離された。物資輸送の途中、マルティニークにあった空母「ベアルン」と軽巡洋艦2隻は現地で抑留された。一方、アレキサンドリアのフランス艦隊は主砲を向ける英国艦隊の前で水兵達が戦争で汚れた甲板磨きを行うパフォーマンスで場を和ませ、英仏艦隊司令長官同士の話合いにより平和裏に武装解除が行われた。

#### 二つのフランス海軍
これらの海外に展開していたフランス海軍は武装解除を受けたが、後に自由フランスを旗揚げしたシャルル・ド・ゴールの指揮下に入り、6月28日にミュズリエ提督の下、自由フランス海軍（FFNF）として再編成された。戦艦「クールベ」には軍港の防空を担うために自由フランス海軍の人員が配置され、宿泊艦兼練習艦となった。その中でいち早く活動を開始したのは駆逐艦以下の小艦艇で、船団護衛や沿岸哨戒任務、枢軸国への通商破壊任務を行った。小艦艇の数に不足していたイギリス海軍にとっては後方を任せられる戦力が増えるのは歓迎すべき事であった。
連合国として本格参戦後はフランス本国のドイツ要塞陣地や親独ヴィシー・フランス側に付いた植民地への攻撃を行った。その中で最大の活動は9月に行われたダカール攻略作戦で、ヴィシー・フランス側に付いていたダカール艦隊を無力化すべく、主力はアンドルー・カニンガム提督率いるイギリス海軍で、自由フランス海軍は植民地通報艦「ブーゲンヴィル級」3隻と武装トロール船数隻が参加した。一方、ヴィシー・フランス海軍側には未完成戦艦「リシュリュー」の他、軽巡洋艦3隻、汎用駆逐艦3隻、通報艦6隻、潜水艦3隻が戦力として存在していた。両者が激しく戦いあったが決着が付かず、上陸作戦は中止されイギリス海軍の戦略的撤退となった。この戦いでヴィシー・フランス海軍のイギリスへの不信感は最悪のものとなった。
一方、自由フランス海軍はこの戦いでヴィシー側を勢い付かせないために11月には仏領ガボンを攻略。現地のヴィシー・フランス海軍の通報艦1隻を自由フランス海軍側の同型艦が沈めた。1941年春にはイギリスの支援を受けて仏領ソマリア解放作戦が実施され、自由フランス海軍の通報艦2隻が輸送船団を護衛した後、ジブチに進出して海上封鎖を行った。この折に仏領マダガスカルから出撃した潜水艦からの攻撃を受けたが双方に被害は出なかった。この時の潜水艦は1942年5月にイギリス軍がマダガスカルを攻略した時に、補助巡洋艦1隻と通報艦1隻と共に潜水艦3隻が撃沈された。
ヴィシー・フランス海軍側もその後は何もしていなかった訳ではない。1941年6月のイギリス軍のシリア・レバノン侵攻においてシリアベイルート戦隊司令のピエール・グートン少将の指揮下、大型駆逐艦2隻と潜水艦3隻を使い、仏潜水艦が英軽巡洋艦「エイジャックス」を攻撃して未遂に終わるも、大型駆逐艦2隻がオーストラリア第七師団を艦砲射撃して損害を与えている。この損害に慌てたイギリス地中海艦隊は水雷戦隊を派遣するも逆にJ級駆逐艦「ジェーナス」「ジャッカル」が返り討ちに遭い大破させられてしまった。この損害に業を煮やしたカニンガムは植民地海軍の艦艇を次々と引き抜き、ついにはドイツ攻撃を行っていた基地航空隊を動員してまで駆逐艦狩りを行なう羽目になったが、費やした労力に反比例してイギリス軍は結局この2隻を撃沈することは叶わなかった。

ヴィシー・フランス海軍は1942年11月のトーチ作戦の際にも果敢にイギリス海軍やアメリカ海軍と交戦した。カサブランカでは未完成の戦艦「ジャン・バール」が米戦艦「マサチューセッツ」と砲撃戦を行った。しかし、ジャン・バールは乗員の多くを陸戦隊として回していたばかりか2基の主砲塔のうち1基のみしか載っていない状態で戦闘を行ったため、マサチューセッツに撃ち負けて大破してしまった。また、軽巡洋艦「プリモゲ」や駆逐艦もカサブランカから出撃したアメリカ海軍と交戦したが大きな損害を出した。
この戦いのち、ダルラン元帥は連合軍代表アイゼンハワーやカニンガムと協定を結び、北アフリカのフランス陸海空軍は連合国側と協力して枢軸軍と戦うことを約束した。しかし、ドイツを通さずに勝手に交渉した行為に激怒したアドルフ・ヒトラーは報復としてヴィシー・フランスに進駐（アントン作戦）。ドイツは数的にまだドイツ海軍と互角の大型艦を持つヴィシー・フランス海軍艦隊を接収せんとトゥーロンに戦車隊を差し向けたが、ドイツ軍が到着する直前の1942年11月27日に、ヴィシー政権下のフランス艦隊は、旗艦「ストラスブール」からの号令下、トゥーロン港において一斉に自沈した。これにより戦艦3隻、巡洋艦7隻、駆逐艦32隻、潜水艦16隻、水上機母艦1隻、小艦艇18隻が無力化し、枢軸側に渡るのを防いだ。ドイツは一時の癇癪によって地中海西部を守護していた戦力を失ったのである。その中でドイツが手に入れられたのはドックで修理中の駆逐艦4隻で、戦車隊により鹵獲された。一方、12月18日にビゼルトに侵攻したドイツ陸軍は同地に停泊していた潜水艦9隻と小艦艇5隻を捕獲した。
だが、枢軸側の不手際により自由フランス海軍側に脱出する艦艇が続出し、1943年の時点で自由フランス海軍の戦力は戦艦3隻、航空母艦1隻、重巡洋艦3隻、軽巡洋艦6隻、駆逐艦13隻、潜水艦19隻、小艦艇95隻を数えるまでになった。総勢4万人の規模となった自由フランス海軍は戦闘で消耗した艦艇の修理と近代化改装を行い、戦力化とすることだった。ダカール沖海戦で損傷したリシュリューはアメリカに回航され、ニューヨーク海軍工廠で完工工事を行なった後、連合側海軍には希少な速力31ノットを出す高速戦艦の1隻として参入、1944年4月には対日作戦に参加するためイギリス海軍東洋艦隊と合流した。
その他の自由フランス艦隊の主任務は依然として船団護衛や沿岸哨戒、港湾防備であった。1943年のコルシカ奪還作戦は自由フランス軍主導で行われ、軽巡洋艦「ジャンヌ・ダルク」以下軽巡洋艦2隻、大型駆逐艦2隻、駆逐艦2隻、潜水艦3隻が上陸作戦に参加し、巡洋艦や駆逐艦による艦砲射撃によりドイツ軍陣地を撃破、自由フランス陸軍の活躍によりドイツ陸軍は白旗を揚げ降伏し10月4日にコルシカ島を解放した。
続いてノルマンディー上陸作戦において自由フランスからは軽巡洋艦1隻と駆逐艦戦隊が参加し、巡洋艦と駆逐艦はオマハ海岸を艦砲射撃。ドイツ側の沿岸砲の反撃を恐れて射距離を取って砲撃する米英蘭艦隊とは違い、自由フランス艦隊は逆に砲台の弾が届かんばかりに接近し、精度を高めた砲撃は次々と沿岸砲台を返り討ちにして同地の上陸作戦を成功に導いた。南部フランスのプロヴァンス上陸作戦には約50隻を参加させた。駆逐艦以下の小艦艇には輸送船団の護衛に徹し、戦艦「ロレーヌ」を初めとする巡洋艦8隻は陸上砲撃支援任務に就いた。トゥーロン奪還作戦は8月28日に終了し、4年ぶりの帰還を祝う長さ50mのペナントを引く自由フランス艦隊が凱旋したのは9月13日の事であった。同地で地中海艦隊が編成され、巡洋艦5隻、駆逐艦6隻と小艦艇多数により南仏沿岸からイタリアのジェノバまでの哨戒任務、いまだ残るドイツ軍陣地への艦砲射撃、機雷掃海任務に就いた。
大西洋方面ではドイツ軍占領地解放のため、戦艦「ロレーヌ」を旗艦とし、重巡洋艦「デュケーヌ」以下でフランス機動部隊が編成された。その活躍によりフランス沿岸部は順次、解放された。

### 第二次世界大戦後から現在
第二次世界大戦後は戦勝国として扱われたものの、国土が戦場になった事でフランスは国力を消耗していた。フランスは19世紀、イギリスと並ぶ艦艇製造技術を持っており、日本の江戸幕府が幕末に初めての砲艦を発注したのもフランスであった。しかし普仏戦争から第一次及び第二次世界大戦にかけて幾度となく国土が大戦争の舞台となり、陸軍力編成を優先せざるを得なかった事もあり、独自の造船技術を会得した上でいち早く空母の有効性に着目した日本海軍や、日英同盟下で日本の手本となったイギリスのように戦間期にかけて海軍の整備は遅れ、特に太平洋地域におけるフランス海軍の活動は極めて限定された。例外的に目立った活動としては、仏領インドシナ政府に所属していた艦艇が、現在のカンボジア地域の領有権を巡ってタイ王国海軍と交戦した事件が挙げられる。この泰仏国境紛争は、タイと同盟を結んでいた日本の仲介により停戦した為、結局第二次世界大戦終結までに日仏両国の間で海戦が行われることはなかった。
第二次大戦後のフランスは、長年の宿敵であった隣国ドイツが東西に分裂したとはいえ、ソビエト連邦が東欧を支配し（東側諸国）、東西冷戦の中で自国の安全保障を考えざるを得なくなった。1950年代に西ドイツが再軍備して北大西洋条約機構（NATO）に加盟するまでは、フランスはミサイルの時代に入った水上艦艇を独自開発する時間もなく、当初はアメリカやイギリスの戦時急造艦を中心に供与を受け海軍が再建された。
1960年代に入り国産艦艇で代替を開始。クレマンソー級航空母艦やシュフラン級駆逐艦などを建造し、搭載する艦載機やミサイルなども国産化が進められ、エタンダールIV攻撃機やマズルカ艦対空ミサイルなどが開発された。
核武装も行われ、原子力潜水艦とそれに搭載する潜水艦発射弾道ミサイルも国産化され、アメリカとイギリスが主導するNATOとは距離を置き、フランス独自の防衛政策を進めた（「ド・ゴール主義#外交」参照）。独自路線は今でも続いているが、他方では他のヨーロッパ諸国との共同開発にも熱心である。
現在行われている共同開発としては、イタリアと共同開発中のホライズン計画によるフォルバン級駆逐艦、イギリス及びイタリアと開発したPAAMSなどがある。ユーロファイターの共同開発が決裂して、独自に開発した戦闘機が、空母「シャルル・ド・ゴール」の艦載機ラファールである。
戦略原潜は6隻から4隻に削減されたものの、空母は、原子力空母シャルル・ド・ゴールに次ぐ2隻目をイギリス海軍に提案したクイーン・エリザベス級航空母艦の準同型艦として建造する案が進められている。但し、空母については建造が決定しておらず、フランスの大統領選挙の結果によっては、計画が変更される可能性も存在している。
更新時期の迫っている対潜任務を担う水上戦闘艦は、ほぼ同数による更新計画が進行している。FREMM計画によって、2017年までにトゥールヴィル級駆逐艦、ジョルジュ・レイグ級駆逐艦、デチエンヌ・ドルヴ級通報艦の合わせて18隻中17隻を更新する予定であったが、予算不足により11隻へ削減されている。

#### インド洋・太平洋での活動
2014年の日仏外務・防衛閣僚会合（「2＋2」）以降、アジア太平洋地域での活動で日本との協力活動も増えた。2015年、2018年のフローレアル級フリゲート艦「ヴァンデミエール」、2017年の強襲揚陸艦「ミストラル」の来日訓練、2019年はフリゲート艦「ヴァンデミエール(F-734)」と空母「シャルル・ド・ゴール」との訓練及び北朝鮮関連の国連安保理決議に基づく経済制裁を履行する警戒監視活動に哨戒機「ファルコン200」を派遣参加させることになっている。
インドとは2018年に相互の基地使用協定を締結。2021年4月にはインド東方ベンガル湾で、フランス海軍が主導する多国間軍事演習「ラ・ペルーズ」が実施され、インド海軍のほか日本の海上自衛隊、アメリカ海軍、オーストラリア海軍が参加した。これは中国の海洋進出への警戒感が背景にある。同年5月にはトネールとシュルクーフが日本を訪れ、5月11日～17日の日程で、乗り組んでいるフランス陸軍が日本の陸上自衛隊、アメリカ海兵隊と（相浦駐屯地→霧島演習場）で、九州西方海上ではオーストラリア海軍を含めた4カ国で離島防衛を想定した多国間統合訓練ARC-21を実施した。

### NATOへの復帰
ニコラ・サルコジ大統領によって、2009年にフランス軍をNATOの軍事機構へ復帰させると発表した。また、数年かけてフランス軍を45,000名削減し、小規模でも装備の充実した機動性の高い軍隊に再編成する。海軍も削減の例外ではなく、核戦力は最優先で保持されるが、フリゲートは18隻程度に削減される。NATOの共同作戦を重視した戦略に切り替えるとともに、EU加盟国の海軍艦艇を持ち寄り空母を中心とする部隊を編成する事を提案している。

### 陸上への戦力投射
多くの植民地が独立したが、現在も旧植民地や海外県へ利権を持っているフランスは、警備用の艦艇をそれらの地域に常駐させている。冷戦の終結と増えつつある低強度紛争への対処の為、それらの艦艇は従来からの対潜警戒任務よりも、海上から陸上への戦力投射を重視した運用へ切り替えている。アメリカのフロム・ザ・シー戦略の小型版といってもよい。
ラファイエット級フリゲートとフロレアル級フリゲートは20～30名程度の特殊部隊のためのスペースがあり、搭載するヘリコプターも任務により対潜ヘリコプターと汎用・輸送ヘリコプターを積み替えて運用する事が出来る。大規模な部隊の正規戦よりは対テロなどの非正規戦への対処能力が向上している。旧式のデチエンヌ・ドルヴ級通報艦はFREMM計画によってアキテーヌ級駆逐艦の対地型で代替される予定。アキテーヌ級駆逐艦にも同様に特殊部隊用のスペースが確保される。

### 主な海戦
- キブロン湾の海戦
- ミノルカ島の海戦
- ウェサン島の海戦 (1778年)
- マルティニーク島の海戦
- ウェサン島の海戦 (1781年)
- ポルト・プラヤの海戦
- チェサピーク湾の海戦
- セインツの海戦
- ナイルの海戦
- トラファルガーの海戦
- リッサ海戦 (1811年)
- ナヴァリノの海戦
- クリミア戦争
- 下関戦争
- 普仏戦争の海戦
- 馬江海戦
- ガリポリの戦い
- ダカール沖海戦
- メルセルケビール海戦
- コーチャン島沖海戦
- カサブランカ沖海戦
- スエズ動乱

## 組織
海軍の全般組織は国防法によって規定される。1991年7月14日の政令第91-871号により成文化されて以降は、以下の5つを基本軸として各種運用がなされる。2020年現在、現役兵38,829人、文民2,700人の延べ約42,000人。
2020年の予算は26億ユーロ（内人件費16億4,000万ユーロ）。
- 海軍参謀本部
- 水上部隊
- 海軍管区
- 支援部隊
- 教育機関

### 指揮系統

#### 部隊運用系統
軍事作戦については統合参謀総長の下で指揮され、海軍参謀総長はその補佐に当たる。
- フランス本国
  - 大西洋海軍管区司令官（CECLANT） 司令部：ブレスト
  - 地中海海軍管区司令官（CECMED） 司令部：トゥーロン
  - 海峡海軍管区司令官（COMAR MANCHE） 司令部：シェルブール
- 海外
  - インド洋海軍管区司令官（ALINDIEN） 司令部：補給艦「ヴァール」
  - 太平洋海軍管区司令官（ALPACI） 司令部：フランス領ポリネシア、パペーテ
- 展開中の戦略海洋部隊（ALFOST）所属の潜水艦。

#### 部隊管理系統
以下の組織は海軍参謀総長の責任の下で管理される。
- 海軍戦闘部隊（英語版）（FAN）
- 潜水艦部隊（FSM）
- 海軍航空隊（AVIA）
- フュージリア海兵作戦コマンド（FORFUSCO）
  - フランス海軍コマンド（Commandos Marine）

#### その他
- マルセイユ消防大隊（Bataillon de Marins-Pompiers de Marseille）
- 海上憲兵隊（Gendarmerie Navale）

## 階級
士官は、将官は4階級であるが准将を置かず、代わりに中将と大将の間に上級中将が置かれている。上級中将は英米式の階級制を採用している国では、中将に相当し、中将と少将はそれぞれ少将と准将(代将)に相当する。制度上海軍大元帥となるAmiral de Franceが存在するが、1869年のフランシス・トマ・トレウアール以後の就任例は無い。また、海軍元帥となるAmiral de la flotteもかっては存在したが、フランソワ・ダルランただ一人に授与されたのみであった。佐官・尉官は3階級、その下に士官候補生（Aspirant）と海軍大学学生（Élève-officier）が存在している。
下士官は、上級3階級、下級2階級の計5階級。但し最上位のMajorは准尉と見なされるため、実質的には4階級である。その下に海軍学校学生（Maîstrancier）があるが、これは兵の最高階級と同一の扱いとなり、兵長相当である。兵は3階級、但し最下級のMatelotが厳密には2種に区分されるため実質4階級である。(フランス軍の階級および軍服 (フランス)#海軍の階級章も参照の事。)

## 主要基地・施設
艦船基地
- ブレスト海軍工廠
- シェルブール軍港
- トゥーロン軍港
- ロリアン港
- バイヨンヌ港
- フォール＝ド＝フランス港（マルティニーク）
- デグラ＝デ＝カンヌ港（フランス領ギアナ）
- ポール・ド・ラ・ポアント・デ・ギャレ（レユニオン）
- ジブチ市港（ジブチ）
- ヌメア港（ニューカレドニア）
- パペーテ港（タヒチ島）

ロング島については潜水艦基地であるが、統合参謀本部戦略海洋部隊が管理する。
航空基地
- ランディヴィジオ海軍航空基地（フィニステール県、固定翼艦載機部隊）
- ランヴェオック＝プルミック海軍航空基地（フィニステール県、ヘリコプターと固定翼練習機）
- ラン＝ビウエ海軍航空基地（モルビアン県、哨戒機など）
- ニーム＝ギャロン海軍航空基地（ガール県、哨戒機など）
- ディエール・ル・パリヴェストル海軍航空基地（軍民共用。ヴァール県イエール、各種航空機）

## 装備

### 艦艇
歴代艦艇については「フランス海軍艦艇一覧」を参照。
戦略型原子力潜水艦弾道ミサイル潜水艦
- ル・トリオンファン級×4隻[8]

攻撃型原子力潜水艦
- シュフラン級（バラクーダ型）×1隻（3隻建造中、2隻計画中）[8]
- リュビ級×3隻[8]

原子力空母
- シャルル・ド・ゴール（R91 Charles de Gaulle） - 2001年[8]

駆逐艦
- フォルバン級（オリゾン級）×2隻[8]
- アキテーヌ級×8隻（対潜型6隻と防空型2隻）[8]

フリゲート
- ラファイエット級×5隻[8]
- デスティエンヌ・ドルヴ級（フランス海軍の類別では通報艦）×5隻[9][10]
- フロレアル級×6隻[9]

哨戒艦
- ダントルカストー級×4隻[9][11]
- アストロラーベ（P800 L'Astrolabe）[12]（砕氷船に類別する資料もある[9]）
- ラペルーズ（Lapérouse）級×1隻[9]（測量艦と同一船体）

- アラゴ（P675 Arago）[13] - 1991年

哨戒艇
- ウトラメール（outre-mer）級×1隻（5隻建造中）[14][15]
- コンフィアンス級×3隻[9][16]
- ル・マリン（P701 Le Malin） - 2005年[9][17]
- フラマン級×3隻[9][18]
- フルマール（P740 Fulmar）[9][13]

強襲揚陸艦（LHD）
- ミストラル級×3隻[8]
  - ミストラル（L9013 Mistral） - 2006年[8]
  - トネール（L9014 Tonnerre） - 2007年[8]
  - ディクスミュード（L9015 Dixmude） - 2012年[8]

汎用揚陸艇（LCU）
- EDA-S型×2隻[9]

戦車揚陸艇（LCT）
- EDA-R型×4隻[9][19]

中型揚陸艇（LCM）
- CTM型×11隻[9]

水中作業母船
- ヴリュカン（Vulcain）級×4隻[9][20]
  - ヴリュカン（M611 Vulcain） - 1986年[20]
  - プリュトン（M622 Pluton） - 1986年[20]
  - アシェロン（A613 Achéron） - 1987年[20]
  - スティクス（M614 Styx） - 1987年[20]
- ラペルーズ（Lapérouse）級×1隻（測量艦と同一船体）
  - アリゼ（A645 Alizé） - 2005年[21]

- 水中作業母艇
- VIP21型×9隻
  - ディオネー（Y790 Dionée）、ミヨゾティス（Y791 Myosotis）、ギャルデニア（Y792 Gardénia）、リゼロン（Y793 Liseron）、マグノリア（Y794 Magnolia）、アジョン（Y795 Ajonc）、ジェネ（Y796 Genêt）、ジロフレ（Y797 Giroflée）、アカント（Y798 Acanthe）

機雷掃討艇
- エリダン級×9隻[9]
  - アンドロメド（M643 Andromède） - 1984年
  - ペガーズ（M644 Pégase） - 1985年
  - オリオン（M645 Orion） - 1986年
  - クリュ・ド・シュド（M646 Croix du Sud） - 1986年
  - エーグル（M647 Aigle） - 1987年
  - リ－ル（M648 Lyre） - 1987年
  - サジタリー（M650 Sagittarie） - 1996年
  - セフェ（M652 Céphée） - 1988年
  - カプリコーヌ（M653 Capricorne） - 1987年

機雷戦試験艇
- アンタレス（Antarès）級×3隻[22]（沿岸掃海艇に類別する資料もある[9]）

- ラペルーズ（Lapérouse）級×1隻[23]（測量艦と同一船体で、水中作業支援艇や敷設艇などを兼ねる[23]）
  - テティス（A785 Thétis） - 1988年[23]

海洋観測艦
- ボータン・ボープレ（A758 Beautemps-Beaupré）[9][24] - 2003年
- プルクワ・パ?（Pourquoi Pas ?）[9] - 2005年

情報収集艦
- デュピュイ・ド・ローム（A759 Dupuy de Lôme） - 2006年[9][25]

測量艦
- ラペルーズ（Lapérouse）級×3隻[9][26]
  - ラペルーズ（A791 Lapérouse）[26] - 1988年
  - ボルダ（A792 Borda）[26] - 1988年
  - ラプラス（A793 Laplace）[26] - 1989年

ミサイル追跡艦
- モンジュ（A601 Monge）[9][27] - 1992年

練習艇
- シメール（Y711 Chimere）
- レオパール（Léopard）級×8隻[9][28]
  - レオパール（A748 Léopard） - 1982年[28]
  - パンテル（A749 Panthère） - 1982年[28]
  - ジャグワー（A750 Jaguar） - 1982年[28]
  - リンクス（A751 Lynx） - 1982年[28]
  - ゲパール（A752 Guépard） - 1983年[28]
  - シャカル（A753 Chacal） - 1983年[28]
  - ティグレ（A754 Tigre） - 1983年[28]
  - リオン（A755 Lion） - 1983年[28]
- グリシーヌ（Glycine）級×2隻[9]
  - グリシーヌ（A770 Glycine） - 1992年
  - エグランティーヌ（A771 Eglantine） - 1992年
- アンガジャント（Engageante）級×1隻（1隻建造中）
  - アンガジャント（Y751 Engageante）、ヴィジラント（Y752 Viggilante）

練習帆船
- ラ・ベル・プール（La Bellle Poule）級×2隻
  - レトワ－ル（A649 L'étoile）
  - ラ・ベル・プール（A650 La Belle Poule）
- ラ・グラン・エルミヌ（A653 La Grand Hermine）
- ウィスプ（A Wisp） - 1987年
- ミュタン（A652 Mutin） - 1927年

補給艦
- ジャック・シュヴァリエ級補給艦×1隻[29]（2隻建造中・1隻計画中）
- デュランス級×1隻[30]

航洋曳船
- UT515級×2隻
- VS-491CD級×2隻

港内曳船
- RPC 12型×17隻

### 航空機
2011年6月時点。『Jane's Fighting Ships 2011-2012』より。
固定翼機
- エンデバー EMB121 Xingu×11
- グラマン E-2C ホークアイ×3
- ダッソー ファルコン10MER×6
- ダッソー ファルコン200 ガーディアン×5
- ダッソー ファルコン50M×5
- ダッソー ラファールM×28
- ダッソーブレゲー アトランティク Mk.2×22
- ダッソーブレゲー シュペル・エタンダール×34
- ボーイング E-3F セントリー×4
- CAP 10×7
- モラーヌ・ソルニエ Rallye×9

回転翼機
- アエロスパシアル SA319B アルエット3×25
- アエロスパシアル SA330Ba ピューマ×100
- ウェストランド リンクス Mk.4×25
- ユーロコプター SA365F/N ドーファン2×3/6
- ユーロコプター AS565MA パンター×16
- ユーロコプター EC225×2
- ユーロコプター EC725 R2 クーガー Mk.2Plus レスコ×4
- ユーロコプター EC725 HUS×10
- NHインダストリー NH90 NFH×2

## フランス海軍関連の著名人
（生年順）
- アブラアム・デュケーヌ Abraham Duquesne （1610年-1688年）
- ジャン・デストレー二世 Jean II. d'Estrées （1624年-1707年）
- アンヌ・イラリオン・ド・コタンタン Anne Hilarion de Costentin（1642年-1701年）
- ジャン・バール Jean Bart （1651年-1702年）
- クロード・ド・フォルバン＝ガルダンヌ Claude de Forbin-Gardanne （1656年-1733年）
- レネ・デュゲトルーアン René Duguay-Trouin （1673年-1736年）
- フランソワ・ド・グラス François de Grasse （1722年-1788年）
- マルク＝ジョゼフ・マリオン・デュフレーヌ Nicolas Thomas Marion-Dufresne （1724年-1772年）
- ルイ・アントワーヌ・ド・ブーガンヴィル Louis Antoine de Bougainville （1729年-1811年）
- ピエール・アンドレ・ド・シュフラン Pierre André de Suffren （1729年-1788年）
- ラ・ペルーズ伯ジャン＝フランソワ・ド・ガロー François de Galaup, comte de La Pérouse （1741年-1788年）
- ジャン＝ミシェル・ユオン・ド・ケルマデック Jean-Michel Huon de Kermadec （1748年-1842年）
- フランソワ＝ポール・ブリュイ François-Paul Brueys d'Aigalliers （1753年-1798年）
- ジャン＝シャルル・ド・ボルダ Jean-Charles de Borda （1733年-1799年）
- ピエール・ヴィルヌーヴ Pierre de Villeneuve （1763年-1806年）
- フランソワ・ダルランド François d'Arlandes （1742年-1849年）
- ジュール・デュモン・デュルヴィル Jules Sebastien Cesar Dumont d'Urville （1790年-1842年）
- フェリックス・デュ・タンプル Felix du Temple de la Croix （1823年-1890年）
- アメデ・クールベ Amedee Courbet （1827年-1885年）
- ジャン・マリー・チャールズ・アブリアルJean-Marie Charles Abrial  (1879年-1962年)  フランス海軍最高司令官(ダルランの後任)。
- フランソワ・ダルラン François Darlan （1881年-1942年）ヴィシー政権の重要人物でフランス海軍唯一の海軍元帥。
- エミール・ミュズリエ Émile Muselier  (1882年〜1965年)  自由フランス海軍指導者。